# Nothapodytes tomentosa
Nothapodytes tomentosa är en järneksväxtart som beskrevs av Cheng Yih Wu. Nothapodytes tomentosa ingår i släktet Nothapodytes och familjen Stemonuraceae. Inga underarter finns listade i Catalogue of Life.